# Toren (jogo eletrônico)
Toren é um jogo eletrônico do gênero ação-aventura e puzzle de 2015, criado pela produtora brasileira Swordtales e distribuído pela empresa americana Versus Evil, sendo lançado para PCs e Playstation 4.  Com inspiração em games como Ico, Shadow of the Colossus e The Legend of Zelda,Toren foi o primeiro jogo eletrônico financiado com dinheiro público pela Lei Rouanet.

## Enredo
Em Toren, o jogador controla a Criança da Lua, uma menina nascida em uma torre mágica,destinada a chegar até o topo dela. O jogo começa com a personagem ainda bebê; ela  cresce e amadurece à medida que sobe os níveis da torre, desvendando enigmas e evitando armadilhas até derrotar o dragão que vive no topo.  A Criança da Lua tem visões oníricas sobre sua origem e a natureza da torre, ditas por um mago.

## Desenvolvimento
O desenvolvimento de Toren começou em 2011. Os membros da produtora Swordtales pleitearam financiamento pela Lei Rouanet em 2013, conseguindo R$ 75 mil . A lei passou a contemplar projetos culturais de jogos eletrônicos em 2011. O investimento total do jogo foi o total de 350 mil reais, onde 75 mil deles foram captados pela lei, e o restante por patrocinadores.

## Recepção
Toren teve uma recepção mediana pela imprensa especializada. O enredo "repleto de simbolismo  e misticismo" e  a ambientação  foram citados brevemente, mas os controles problemáticos, os ângulos de câmera e os bugs do jogo foram criticados.